# 1449 Virtanen
Az 1449 Virtanen (ideiglenes jelöléssel 1938 DO) a Naprendszer kisbolygóövében található aszteroida. Yrjö Väisälä fedezte fel 1938. február 20-án, Turkuban.